# Basshunter
Йо́нас Е́рік А́льтберг (швед. Jonas Erik Altberg, відоміший під псевдонімом — Бассхантер (швед. Basshunter); нар. 22 грудня 1984, Гальмстад, Галланд, Швеція) — шведський співак, продюсер та ді-джей.
Basshunter описує свою власну музику як Євроденс, в той же час як інші можуть інтерпретувати її як Євротранс та інші електронні музичні жанри. Здобув широку популярність завдяки кліпу «Boten Anna» та «Vi sitter i Ventrilo och spelar DotA».
На зйомки кліпів «All I Ever Wanted», «Now You're Gone», «Angel in the Night», «I Miss You» була запрошена відома ірано-норвезька порноакторка Aylar Lie.

## Особисте життя
Хворий на Синдром Туретта.

## Дискографія

### Студійні альбоми
- The Bassmachine (2004)
- LOL <(^^,)> (2006)
- Now You're Gone – The Album (2008)
- Bass Generation (2009)
- Calling Time (2013)

### Компіляції
- The Old Shit (2006)
- The Early Bedroom Sessions (2004)

### Сингли
- «The Big Show» (2004)
- «Welcome to Rainbow» (2006)
- «Boten Anna» (2006)
- «Vi sitter i Ventrilo och spelar DotA» (2006)
- «Jingle Bells» (2006)
- «Vifta med händerna» (2006)
- «Now You're Gone» (2007)
- «Please Don't Go» (2008)
- «All I Ever Wanted» (2008)
- «Angel in the Night» (2008)
- «Russia Privjet (Hardlanger Remix)» (2008)
- «I Miss You» (2008)
- «Walk on Water» (2009)
- «Al final» (2009)
- «Every Morning» (2009)
- «I Promised Myself» (2009)
- «Saturday» (2010)
- «Fest i hela huset» (2011)
- «Northern Light» (2012)
- «Dream on the Dancefloor» (2012)
- «Crash & Burn» (2013)
- «Calling Time» (2013)
- «Elinor» (2013)
- «Masterpiece» (2018)
- «Home» (2019)
- «Angels Ain't Listening» (2020)
- «Life Speaks to Me» (2021)
- «End the Lies» (& Alien Cut) (2022)
- «Ingen kan slå (Boten Anna)» (Victor Leksell) (2023)